# 孟族
孟族（孟語： မန်或မည်，mun）是缅甸與泰國一古老民族，在缅甸少数民族中排名第四，人口为130万，占缅甸总人口的2.8%。在前殖民時代緬族稱他們為德楞族。

## 早期的歷史
他们是百濮的一支，他们文化与缅族文化相似。他们多数分布于掸邦、孟邦与伊洛瓦底河流域。他们有一直通王国（苏伐那蒲迷王朝；第一王朝）共传了59代（另有说法是48代），至摩奴哈王时为蒲甘王朝阿奴律陀王所灭，他们是最早信仰從斯里蘭卡帶來的上座部佛教的东南亚民族。
泰國與緬甸很多早期王國也是他們建立，現在大部份都居住在泰南地區，現在在泰國地區的孟族大都吸收了泰族的習俗。其他地方的孟族也多被當地人同化。
目前他們與其他緬甸少数民族一樣在泰國有難民社区。